# Begijnendijk
Begijnendijk ist eine belgische Gemeinde in der Provinz Flämisch-Brabant. Sie umfasst die Teilgemeinde Betekom, die bis 1977 eine selbstständige Gemeinde war und dann mit Begijnendijk zusammengelegt wurde.

## Namensherkunft
Der Name Begijnendijk stammt von den Deichen und Wegen, die Beginen aus Aarschot
im 17. Jahrhundert hier als Verbindungswege zwischen Landgütern und Pachthöfen anlegen ließen.

## Sehenswürdigkeiten
St. Laurentiuskirche Betekom
Die Kirche wurde erbaut in dem für das Hageland typischen Stil der Demergotik. Im Innenraum befinden sich einige historische Kostbarkeiten, wie ein Rokokoaltar aus dem Jahr 1767, ein Taufbrunnen aus dem Jahr 1615 und ein Lettner mit Orgel aus dem Jahr 1770.
St. Luciakirche Begijnendijk
Moderngotische Kirche aus den Jahren 1953–1954. Der Kirchenschatz umfasst liturgische Silberwaren aus dem 17. bis 19. Jahrhundert.
Hof van Uythem
Das älteste Gebäude Begijnendijks.

## Sport
In den Jahren zwischen 1968 und 2008 wurde in der Gemeinde das Radrennen Begijnendijk, Amateurs ausgetragen.